# Christian Charrière (écrivain)
Pour les articles homonymes, voir Christian Charrière.
Christian Charrière est un journaliste et écrivain français, né le 1er septembre 1940 à Brest et mort le 11 septembre 2005 à Boulogne-Billancourt.

## Biographie
Né le 1er septembre 1940 à Brest dans le Finistère, Christian Charrère est orphelin de mère avant l'âge d'un an et est élevé par son père officier de marine dans la région de Montbéliard. Il fait ses études au lycée de Besançon, puis à l'Institut d'études politiques de Paris (section Service public, promotion 1963), il prépare l'ENA mais n'ira pas jusqu'au bout. Encore étudiant, en février 1962, il gagne le titre de L'Homme du XXe siècle au jeu télévisé présenté par Pierre Sabbagh. Il interrompt bientôt ses études pour voyager.
Tour à tour il sera professeur de français en Laponie, marchand de journaux à la criée, barman à Tokyo, musicien ambulant, acteur. Il devient journaliste au journal Combat pour lequel il couvre les événements de Mai 68, il en tirera son premier ouvrage Le Printemps des enragés. Il accomplit son service national dans la coopération au Cambodge, où il devient conseiller politique de Sihanouk et chroniqueur à Radio PhnomPenh à l'époque de la montée des Khmers rouges.
Toujours  pour Combat, il devient correspondant de guerre au Viêt Nam, puis parcourt le sud-est asiatique et les îles de la Sonde, voyages dont il s'inspirera pour L’Enclave et Mayapura, puis il s'installe quelque temps à Bali où il écrit Les Vergers du Ciel. À partir de 1970, à la suite d'un séjour dans l'Himalaya et ses rencontres avec des hommes remarquables, parmi lesquels Henry Corbin, il s'oriente vers une recherche spirituelle, la vie intérieure et la connaissance de soi.
Après la disparition de Combat, il tient pendant neuf ans une rubrique pour le Quotidien de Paris (Groupe Quotidien) consacrée à la télévision et intitulée « Au magnétoscope ». Il en publiera une partie dans deux recueils : L’Œil d’Émeraude (1986) et Le Salut à l’Âme du Monde (1987). Parallèlement critique au Figaro littéraire et chroniqueur au Figaro, il suit aussi le Tour de France pendant plusieurs années. 
Progressivement, il délaisse la fiction et se consacre de plus en plus au symbolisme ésotérique, au décryptage des rêves se fondant sur les symboles traditionnels en les confrontant à la psychanalyse jungienne, donne des conférences, et en 1981, il fonde à Paris le « Bureau des Rêves » avec la journaliste et écrivain Hélène Renard, auteur du Dictionnaire des Rêves.
Il meurt le 11 septembre 2005, âgé de 65 ans, à Boulogne-Billancourt.

## Œuvres
- 1968 Le Printemps des enragés, Fayard   (Prix des Enfants Terribles).
- 1969 Dites-le avec des fleurs, roman, Fayard, (Prix du Quai des Orfèvres).
- 1971 L’Enclave, roman, Fayard (Prix Hermès et prix Paul-Flat de l’Académie française 1972).
- 1973 Mayapura : roman, Paris, Phébus, 1992 (réimpr. 1992) (1re éd. 1973 Fayard), 294 p. (ISBN 978-2-85940-257-0 et 2-85940-257-8).
- 1975 Les Vergers du Ciel, roman, Fayard  (ISBN 2253017817), réédition Phébus 1992.
- 1978 Le Sîmorgh, roman, Fayard, réédition Les Deux Océans 1992  (ISBN 2213005354).
- 1980 La Forêt d’Iscambe, roman, Lattès, rééditions Phébus 1993  (ISBN 2859405607), Points Seuil 2007  (ISBN 2757803271).
- 1982 Le Baptême de l’Ombre, autobiographie, Lattès, réédition La Table Ronde 1989.
- 1986 Entretien avec Gilles Farcet, Filigrane, Argel.
- 1986 L’Œil d’Émeraude, chroniques, Harriet-Albatros.
- 1987 Le Salut à l’Âme du Monde, méditations, La Place royale.
- 1987 Le Corbeau Rouge ou la Seconde mort de Leonid Ilitch, roman, Lattès  (ISBN 9782709605618).
- 1990 Le Maître d’âme : rêves, signes et visions, Albin Michel  (ISBN 2226048693).
- 1990 Indonésie : Voyage à travers l’archipel, Gallimard  (ISBN 2070721027).
- 1997 Les Carnets de l'ombre, t. 1 : Les maîtres secrets du désir, Paris, Pygmalion, 1997, 374 p. (ISBN 2-85704-511-5)
- 1997 Les Carnets de l'Ombre, t. 2 : Les Maîtres secrets de l’Appel, Paris, Pygmalion, 1997, 356 p. (ISBN 2-85704-527-1).
- 1998 Les rêves et votre destin : les 22 rêves qui gouvernent votre vie, Paris, Pygmalion/Gérard Watelet, 1998, 336 p. (ISBN 2-85704-551-4).
- 2002 La Main verte, nouvelle, in Terra Incognita (collectif), Autres Mondes.

## Adaptations
- Un film de Pierre Grimblat tiré du roman Dites-le avec des fleurs[7] (1974), scénario, adaptation et dialogues de Pierre Grimblat et Tonino Guerra, musique de Gustav Mahler et Claude Bolling et la voix de Régine Crespin, avec Delphine Seyrig, Francis Blanche, Julien Guiomar, Fernando Rey, John Moulder-Brown.
- Dans Jeux & Stratégie no 38 d'avril 1986, un jeu de rôle s'inspire du roman Le Sîmorgh.
- Coscénariste[8]  du film érotique Joy de Sergio Bergonzelli (1983).

## Cinématographie (acteur)
- 1963 La Carrière de Suzanne, moyen métrage d'Éric Rohmer
- 1966 Le père Noël a les yeux bleus, film de Jean Eustache